# أليساندرو شوبف
أليساندرو شوبف (بالألمانية: Alessandro Schöpf) (مواليد 7 فبراير 1994) هو لاعب كرة قدم نمساوي ، يجيد اللعب في مركز خط الوسط الهجومي ، ويلعب أيضًا كجناح هجومي أيمن أو أيسر , ويلعب حاليًا لنادي شالكه 04 الألماني.

## بطولات وإنجازات اللاعب

### بايرن ميونخ 2
- دوري المناطق الألمانية (بايرن): 2014

## روابط خارجية
- أليساندرو شوبف على موقع الاتحاد الدولي (مؤرشف)  (الإنجليزية)
- أليساندرو شوبف على موقع الاتحاد الأوربي (الإنجليزية)
- أليساندرو شوبف على موقع الدوري الأمريكي (الإنجليزية)
- أليساندرو شوبف على موقع قاعدة بيانات كرة القدم.إي يو (الإنجليزية)
- أليساندرو شوبف على موقع بيانات كرة القدم. دي إي (الألمانية)
- أليساندرو شوبف على موقع ناشيونال فوتبول تيمز (الإنجليزية)
- أليساندرو شوبف على موقع Soccerbase.com (لاعب) (الإنجليزية)
- أليساندرو شوبف على موقع Soccerway.com (الإنجليزية)
- أليساندرو شوبف على موقع عالم كرة القدم.نت (الإنجليزية)
- أليساندرو شوبف على موقع AS.com (الإسبانية)